# Philipp Waller
Philipp Waller (* 26. September 1995 in Linz) ist ein österreichischer Volleyball- und Beachvolleyballspieler.

## Karriere Halle
Waller spielte als Jugendlicher zunächst von 2002 bis 2009 Fußball beim SV Sparkasse Feldbach. Nachdem er auch Basketball gespielt hatte, begann er 2010 mit dem Volleyball an der Akademie HIB Liebenau in Graz. Parallel dazu spielte der Außenangreifer mit der zweiten Mannschaft des UVC Graz in der zweiten österreichischen Bundesliga. Mit der österreichischen Jugend-Nationalmannschaft wurde Waller 2013 Achter bei den U18-Europameisterschaft in Serbien und Bosnien-Herzegowina. Später spielte Waller bis 2017 mit dem VBK Klagenfurt in der Austrian Volley League.

## Karriere Beach
Seit 2012 spielt Waller auch Beachvolleyball. Mit Niklas Steiner wurde er 2012 bei der U18-Europameisterschaft in Brno Siebter und mit Paul Buchegger 2013 bei der U19-Weltmeisterschaft in Porto Fünfter. 2014 landete Waller bei der U21-WM in Larnaka mit Benedikt Kattner sowie bei der U20-EM in Cesenatico mit Moritz Pristauz lediglich auf hinteren Rängen. Von 2014 bis 2017 war Waller an der Seite von Maximilian Trummer, Michael Murauer und anderen auf nationalen Turnieren aktiv. Mit Julian Hörl hatte er 2017 seine ersten internationalen Auftritte. 2018 startete Waller zunächst zusammen mit Thomas Kunert und später mit dem Olympiateilnehmer Robin Seidl, mit dem er das FIVB 3-Sterne-Turnier in Haiyang gewann. Seidl/Waller spielten bis 2022 mit wechselhaften Erfolgen auf der World Tour und gewannen 2019 sowie 2021 die nationale Meisterschaft.
Seit März 2023 spielt Waller mit Martin Ermacora. Bei höherwertigen Turnieren der World Pro Tour 2023 hatten Ermacora/Waller unterschiedliche Erfolge, gewannen dabei allerdings das Future-Turnier im heimatlichen Baden. Bei der Europameisterschaft 2024 trat Waller mit Timo Hammarberg an. Die beiden gehörten nach dem zweiten Platz in der Gruppenphase und dem Sieg in der ersten Hauptrunde gegen die Ukrainer Popow / Resnik zu den besten sechzehn Duos.

## Sonstiges
Waller ist Teil des Heeressportzentrums des Österreichischen Bundesheers. Als Heeressportler trägt er derzeit den Dienstgrad Korporal.